# François Ladame
 (mai 2014).
Pour les articles homonymes, voir Ladame.
François Ladame, né le 25 juillet 1941, est psychanalyste, membre de la (Société suisse de psychanalyse) et psychiatre auprès d'adolescents. Il est notamment spécialiste du suicide et du psychodrame analytique.